# Cassigerinella chipolensis
Cassigerinella chipolensis (Cushman & Ponton, 1932) es una especie extinta de foraminífero planctónico del género Cassigerinella, de la familia Cassigerinellidae y de la superfamilia Hantkeninoidea y del orden Globigerinida. Su rango cronoestratigráfico abarca desde el Bartoniense medio (Eoceno medio) hasta la Serravalliense (Mioceno medio). Habitó latitudes tropicales a templadas.

## Discusión
Clasificaciones posteriores han incluido Cassigerinella chipolensis en la superfamilia Heterohelicoidea y en el orden Heterohelicida.

## Lista de sinonimias
- 1932 Cassidulina chipolensis Cushman & Ponton, p. 98, lam.15, figs. 2a-c.
- 1958 Cassigerinella globolocula Ivanova, p. 57, lam. 11, figs. 1-3.

También ha sido considerado sinónimo subjetivo posterior:
- 1955 Cassigerinella boudecensis Pokorny, p. 138, text-figs. 1a-b.[6]